# Torrey Pines Lodge
Le Torrey Pines Lodge – ou Torrey Pines State Reserve Visitor Center – est un office de tourisme américain dans la réserve d'État des pins de Torrey, à San Diego, dans le comté de San Diego, en Californie. Construit dans le style Pueblo Revival, il a été livré en 1923 et est inscrit au Registre national des lieux historiques depuis le 18 juin 1998.